# 은색긴팔원숭이
은색긴팔원숭이(또는 자바긴팔원숭이, 학명: Hylobates moloch)는 긴팔원숭이과의 긴팔원숭이속에 속하는 영장류 유인원이다.
이들의 피부는 푸른 빛을 띤 갈색이며, 어두운 갈색 또는 검은 색의 전두부를 지니고 있다. 여타 긴팔원숭이와 같이 꼬리가 없으며, 그들 몸에 비하여 팔이 길다. 평균적으로 이들의 몸무게는 8kg에 달한다.
은색긴팔원숭이는 오로지 자와섬에서만 살며, 우림의 깊이 숨겨진 부분에서 서식한다. 이들은 숲에서 사는 주행성 동물로, 숲 내에서 나무를 능숙하게 오르며 나무 가지 사이를 건너 다닌다. 먹이는 과일과 나뭇잎 그리고 꽃으로 구성되어 있다. 암컷은 평균적으로 3년마다 한 마리의 새끼를 낳고, 임신 기간은 7개월이다. 새끼는 약 18개월 지나서 젖을 떼며, 완전히 성숙해질 때까지인 약 8년 동안 가족 집단 내에서 사는 것으로 알려져 있다.
은색긴팔원숭이는 가장 위협받는 영장류의 하나로 분류된다. 이들은 국제자연보호연맹(IUCN)의 2007년 멸종 위기 목록에 포함되었고, 앞으로 10년 이내에 은색긴팔원숭이의 약 50%가 멸종될 자와섬 거주 인구 증가에 따른 서식지 파괴는 종의 자연 분포를 지속적으로 줄이고 있다. 상당수 긴팔원숭이가 또한 불법적인 애완동물 거래로 사라지고 있으며, 새끼를 애완용으로 시장에 팔기 위해 어미를 도살하고 있다. 종을 유지하기 위해서 유전학적인 생존도 고려되어야 하는 2,000마리 미만의 은색긴팔원숭이가 야생에 있다. 또한 12마리의 생존 불가능한 작은 개체군도 있다. 이들 야생 원숭이들을 제외하고, 많은 은색긴팔원숭이들이 인도네시아 전역에서 애완동물로 붙잡혀 있다.
몇몇 동물원에서 은색긴팔원숭이를 번식시키기 위한 프로그램을 운영하고 있다. 이런 노력에도 불구하고, 이 종이 미래에 살아남을지는 의문이다. 여타의 모든 긴팔원숭이들처럼 한 쌍으로 짝을 지어 살며, 그들의 영역을 표시하고 이들은 이를 강하게 지킨다; 그 영역은 약 17만 m2로 상대적으로 작은 편이다. 암컷은 하루에도 여러 번 자신들의 영역을 표시하는 노래를 부르고, 만일 낯선 놈들이 나타나면 수컷은 그들을 쫓아내려고 크게 울부짖는다.

## 아종
2종의 아종이 있다:
- 서부 은색긴팔원숭이 (Hylobates moloch moloch)
- 동부 은색긴팔원숭이 (Hylobates moloch pongoalsoni)